# Clear Creek (Wisconsin)
Clear Creek è un comune degli Stati Uniti, situato in Wisconsin, nella Contea di Eau Claire.